# Majs
Majs (deutsch 	Maisch, kroatisch Majša, serbisch Мајиш) ist eine ungarische Gemeinde im Kreis Mohács im Komitat Baranya.

## Geografische Lage
Majs liegt 11 Kilometer südwestlich der Stadt Mohács. Nachbargemeinden sind
Nagynyárád, Sátorhely und Bezedek.

## Gemeindepartnerschaft
- Eching (Landkreis Freising), Deutschland, seit 2005

## Sehenswürdigkeiten
- Heimatmuseum (Német Tájház és Felvidéki Emlékszoba)
- Römisch-katholische Kirche Borromei Szent Károly
- Serbisch-Orthodoxe Kirche Szent Paraszkéva, erbaut 1781 (Barock), später mehrfach erweitert und umgebaut
- Szent-Donátus-Statue (Szent-Donátus szobor) erschaffen 1766
- Szentháromság-Statue (Szentháromság-szobor) erschaffen 1923
- Traditionelle Presshäuser
- Weltkriegsdenkmäler (I. és II. világháborús emlékmű)

## Verkehr
Durch Majs verläuft die Landstraße Nr. 5702. Der nächstgelegene Bahnhof befindet sich in Nagynyárád.

## Bilder

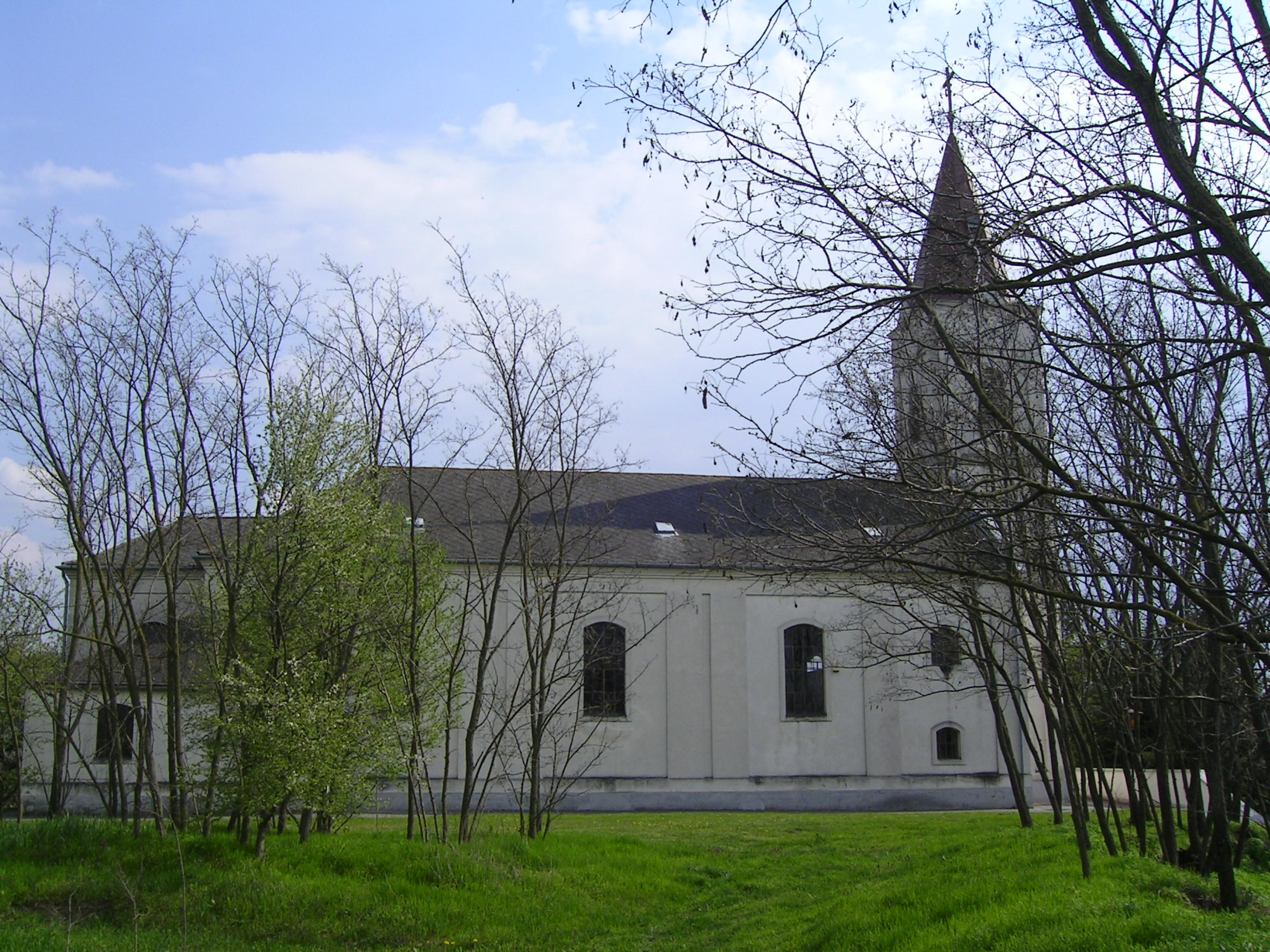
Röm.-kath. Kirche Borromei Szent Károly
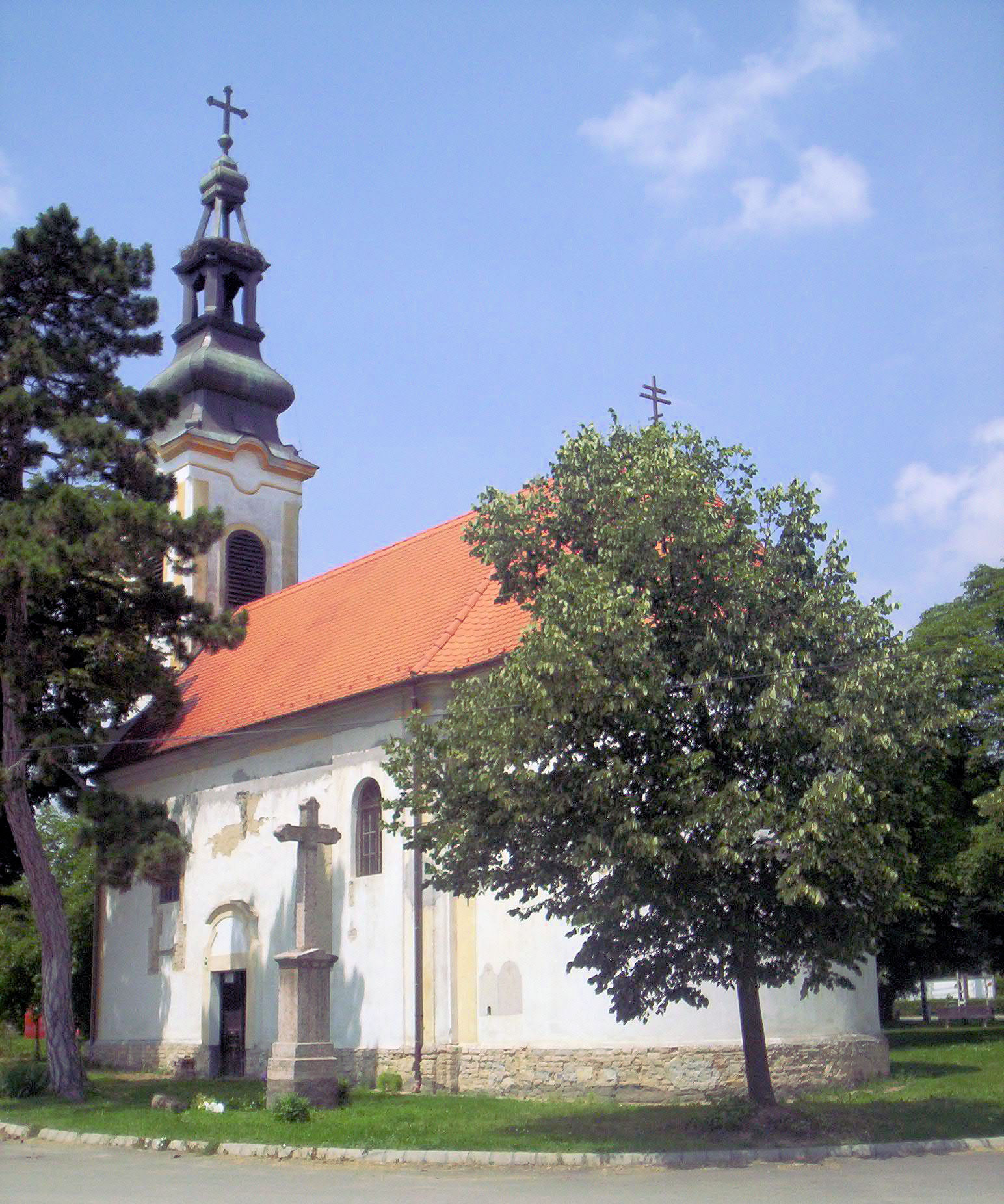
Serb.-orth. Kirche Szent Paraszkéva